# باهوكلات
باهوكلات (بالفارسية: باهوکلات) هي قرية تقع في قسم باهوكلات الريفي (مقاطعة تشابهار) في إيران. يقدر عدد سكانها بـ 1,016 نسمة .